# ジョン・マレー (第3代アソル公爵)
第3代アソル公爵ジョン・マレー（英語: John Murray, 3rd Duke of Atholl, KT, PC、1729年5月6日 – 1774年11月5日）は、イギリスの貴族、政治家、陸軍軍人。

## 経歴
1729年5月6日にジャコバイトの将軍ジョン・マレー卿(初代アソル公爵ジョン・マレーの六男)とその妻アメリアの間の長男として生まれる。
陸軍に入隊し、第54ハイランド歩兵連隊の大尉まで昇進した。1761年から1764年にかけてパースシャー選挙区から選出されてトーリー党所属の庶民院議員を務める。
1753年には伯父の第2代アソル公爵ジェイムズ・マレーの娘シャーロット(従兄妹)と結婚。1764年1月8日に伯父第2代アソル公爵が男子なく死去。もっとも血縁が近い彼が第3代アソル公爵位を継承したが、彼の父はジャコバイトに与した大逆罪により公爵位継承資格を剥奪されていたため、継承に疑問が呈された。彼は国王に嘆願書を提出し、それは国王から貴族院に提出され、貴族院での審議の結果、1764年2月7日に正当な継承権者と認められた。また妻シャーロットも父の2代公が所有していたイングランド貴族爵位ストレンジ男爵位とマン島領主の称号「マン島領主」(Lord of Mann)の継承を認められた。マン島領主の称号は彼も妻とともに帯びたが、翌1765年に英国王室に売却し、以降は英国王が帯びることになった
1766年から1774年までスコットランド貴族の貴族代表議員に選出されて貴族院に議席を保有した。死亡した第18代サザーランド伯爵ウィリアム・サザーランドの後任としての選出だった。
1773年から1774年にかけてスコットランド・グランドロッジ・グランドマスターを務めた。。
1774年11月5日に死去した。爵位は長男のジョン・マレーが継承した。

## 栄典

### 爵位
- 1764年1月8日、第3代アソル公爵(1703年創設スコットランド貴族爵位)
- 1764年1月8日、第4代アソル侯爵(1676年創設スコットランド貴族爵位)
- 1764年1月8日、第3代ティリバーディン侯爵(1703年創設スコットランド貴族)
- 1764年1月8日、第6代タリバーディン伯爵(1628年創設スコットランド貴族爵位)
- 1764年1月8日、第5代アソル伯爵(1629年創設スコットランド貴族爵位)
- 1764年1月8日、第4代タリバーディン伯爵(1676年創設スコットランド貴族爵位)
- 1764年1月8日、第3代ストラステ及びストラスエーデル伯爵(1703年創設スコットランド貴族爵位)
- 1764年1月8日、第4代バルクヒダー子爵(1676年創設スコットランド貴族爵位)
- 1764年1月8日、第3代バルウィダー、グレナルモンド及びグレンライオン子爵(1703年創設スコットランド貴族)
- 1764年1月8日、第8代タリバーディンのマレー卿(1604年スコットランド貴族爵位)
- 1764年1月8日、第6代マレー、ガスク及びバルクヒダー卿(1628年創設スコットランド貴族爵位)
- 1764年1月8日、第4代マレー、バルバニー及びガスク卿(1676年創設スコットランド貴族爵位)
- 1764年1月8日、第3代カウンティ・オブ・ペースにおけるマレー、バルバニー及びガスク卿(1703年創設スコットランド貴族爵位)[3]

### 勲章
- 1767年12月23日、シッスル勲章ナイト(KT)[3]

## 家族
伯父の第2代アソル公爵ジェイムズ・マレーの娘シャーロットと結婚し、彼女との間に9子を儲けた。
- 第1子(長女)シャーロット・マレー (1754–1808)
- 第2子(長男)ジョン・マレー (1755–1830) - 第4代アソル公爵位を継承する
- 第3子(次男)ジョージ・マレー（英語版） (1761–1803)
- 第4子(三男)ウィリアム・マレー (1762–1796)
- 第5子(次女)アメリア・マレー (1763–1818)
- 第6子(三女)ジェーン・マレー (1764–1846)
- 第7子(四男)ヘンリー・マレー（英語版） (1767–1805)
- 第8子(四女)メアリー・マレー (1769–1814)
- 第9子(五男)チャールズ・マレー＝エインズリー（英語版） (1771–1808)